# Kim Nekarda
Kim Nekarda (* 1973 in Gießen) ist ein deutscher Maler.

## Lebenslauf
Kim Nekarda wurde 1973 in Gießen geboren und ist in Immenstadt aufgewachsen. Er besuchte die Freie Kunstschule in Stuttgart von 1995 bis 1996, die Akademie der Bildenden Künste in Stuttgart von 1996 bis 1999 und im Anschluss die Akademie der Bildenden Künste in München von 1999 bis 2003. 2002 war er Meisterschüler bei Günther Förg, 2003 schloss er sein Studium mit Diplom ab.
Kim Nekarda lebt und arbeitet in Berlin.

## Stil
Kim Nekarda beschäftigt sich in seinen zwischen Gegenständlichkeit und Abstraktion zu verortenden Gemälden mit Metaphern, Symbolen und Zeichen der Malerei und dem menschlichen Körper. Dabei bedient er sich sowohl vorgefundener Abbildungen als auch dem Abdruck seines eigenen Körpers auf der Leinwand, der stets Grundlage, Hintergrund und Ausgangspunkt für eine Malerei ist, die als Bilderforschung verstanden werden kann.

## Auszeichnungen und Stipendien
- Fellow am Hanse Wissenschaftskolleg (HWK), Delmenhorst (2017)
- SoArt, Millstättersee, Österreich (2014)
- Lingener Kunstpreis für Malerei, 2012 (Katalog: von einem Rätsel zum anderen)
- Reisestipendium der Hessischen Kulturstiftung (2006) – 7 Monate Aufenthalt in Peking, 2007 (Katalog: Marlène et Héléna, 2009)
- Debütantenförderung des Bayerischen Kulturministeriums (Katalog: When you want a tigers cub you have to enter the tigers den)
- Erasmus Stipendium der Academy of Fine Arts, University of Art and Design Helsinki (2002) – vier Monate Aufenthalt in Helsinki, 2002
- Joe-Xaver-Fuhr-Preis für Kunststudenten (1997)

## Ausstellungen
- Ausstellungsbeteiligung bei der Oberallgäuer Kunstausstellung Die Südliche (2003).[1]

- Einzelausstellungen
  - 2015 J’adore, Kunsthalle Lingen
  - 2013 l’oiseau présente... Die Mähne des Wildpferdes teilen, Ballhaus Ost, Berlin
  - 2012 Von einem Rätsel zum andern, Kunsthalle Lingen
  - 2012 es gibt eine andere Welt, aber sie ist in dieser, Clages, Köln
  - 2011 Think about your troubles Koffer, Berlin
  - 2010 Think about your troubles, Atelierfrankfurt, Frankfurt am Main
  - 2009 Marlène et Héléna, KWADRAT, Berlin
  - 2008 Wu Fu Ling Men, KWADRAT, Berlin
  - 2008 Zehntausend, Neuer Kunstverein Gießen
  - 2006 Hush, Rraum, Frankfurt am Main
  - 2005 Center, Berlin

## Publikationen
- 2017 SoArt Artists 2013-2016 #3
- 2013 The Castaway, Moby Dick Filet No 93, Harpune Verlag, Wien
- 2013 Lingener Kunstpreis 1994-2012, Meike Behm, Heiner Schepers, Kunstverein Lingen
- 2011 Starke Emergenz, Veit Loers, Verlag der Buchhandlung Walther König, Kunstraum Innsbruck
- 2008 maecenas, Winter 03/2008, Hessische Kulturstiftung, Wiesbaden
- 2008 Giant Fish Lake, Issue 15, The Mix (Text)
- 2005 bell, volume one, time (Poster)
- 2004 Issue 6, Techno (Poster)